# Jacques La Ramée
Pour les articles homonymes, voir La Ramée.
Jacques La Ramée (ou Laramie, La Ramie, Laramée, La Remy ; 8 juin 1784 - v. 1820) était un explorateur, coureur des bois et trappeur américain (canadien français d'origine), qui a vécu dans le Wyoming à partir de 1815. En 1820 et en 1821, il partit trapper aux alentours de la Rivière Laramie qui porte désormais son nom.
Il disparut l'an suivant, sans qu'il fut possible de déterminer la cause de sa mort. De nombreux lieux du Wyoming portent son nom : la rivière Laramie, la ville de Laramie, le fort Laramie, Laramie Peak et le comté de Laramie.

## Biographie
La Ramée est né le 7 juin 1784 à Yamaska, au Québec (alors le Canada), fils de Joseph Fissiau dit Laramée et de Jeanne Mondou. Les registres de la Compagnie du Nord-Ouest permettent de savoir qu'il eut deux frères, Jacques et Joseph.
On retrouve trace d'un La Ramée (Laramée, Laramie, La Ramée) en Amérique en 1798, qui aurait été un trappeur jusque 1804. Ce pourrait s'agir de François Laramée, lui aussi cité dans les registres de la Compagnie du Nord-Ouest dont on sait que certains de ses enfants voyagèrent vers le Wyoming et l'Idaho. Joachim Fromhold cite ainsi un de ses enfants, Jacques La Rami (sic), d'après qui la rivière Laramie fut nommée.
La Ramée fut un voyageur pour la Compagnie du Nord-Ouest, alors en violente compétition avec la Compagnie de la baie d'Hudson, d'après l'historien C. G. Countant. Les deux compagnies fusionnèrent enfin en 1821.
Il était connu pour son caractère pacifique, et réputé pour son succès dans l'organisation de groupes de trappeurs indépendants, qui s'installèrent en 1815 dans la North Platte (Wyoming), où ils eurent d'excellentes relations avec les indiens locaux à qui ils achetaient des fourrures. Ce groupe de trappeurs fut réputé car il parvenait à survivre sans compagnie ou chef pour les commander.
On n'a pas de certitudes sur les circonstances exactes de la mort de La Ramée, disparu lors d'un voyage sur la rivière Laramie (son absence fut constatée lors d'un rendez-vous). Une source affirme que son corps aurait été retrouvé dans une petite hutte, tandis que d'autres affirment qu'il fut retrouvé mort sous un barrage de castor ("stuffed under a beaver dam"). Il a aussi pu avoir glissé sur la glace et être tombé lors d'une attaque par les indiens Arapahos, selon certains témoins oculaires. D'autres enfin suggèrent qu'il aurait été tué par des trappeurs rivaux ou encore par des commerçants,,,.

## Postérité
De nombreux lieux ont été nommés en sa mémoire : Laramie River, Laramie Peak, Fort Laramie, Comté de Laramie, ou la ville de Laramie (Wyoming),,.